# Eddie van Heerden
Eddie van Heerden, né le 27 juillet 1994 à Warm Baths, est un coureur cycliste sud-africain.

## Biographie
Ancien triathlète, Eddie van Heerden commence le cyclisme sur route en 2016 avec l'équipe RoadCover. Rapidement, il se distingue sur les courses nationales sud-africaines en obtenant plusieurs places d'honneur. En 2017, il se classe notamment troisième du Tour de Bonne-Espérance, remporté par son coéquipier Kent Main, et treizième du championnat d'Afrique du Sud, à près de onze minutes du vainqueur Reinardt Janse van Rensburg. 
En 2018, il se distingue dès sa reprise en terminant sixième du Mpumalanga Tour, tout en s'imposant sur la difficile quatrième étape. Quelques jours plus tard, il s'illustre sous les couleurs de sa sélection nationale en terminant cinquième de l'étape reine et huitième du Sharjah Tour, avec en prime le classement du meilleur grimpeur. Peu de temps après, il prend la dixième place du championnat d'Afrique du Sud, puis participe aux championnats d'Afrique, où il se classe sixième du contre-la-montre et cinquième de la course en ligne. Au printemps, il signe avec le CC Rías Baixas, un club basé en Galice. Pour ses débuts en Espagne, il termine septième de la Classique Xavier Tondo, épreuve de la Coupe d'Espagne de cyclisme, puis sixième du Tour d'Alicante. Au mois de juin, il s’impose en solitaire sur la Volta ao Ribeiro,.

## Palmarès
- 2018
  - 4e étape du Mpumalanga Tour
  - Volta ao Ribeiro
- 2019
  - Champion du Gauteng sur route
  - Tshwane Classic

## Classements mondiaux
| Année           | 2018 |
| --------------- | ---- |
| UCI Africa Tour | 13e  |
| UCI Asia Tour   | 267e |